# Charles James
Charles Wilson Brega James (Camberley, 18 luglio 1906 – New York, 23 settembre 1978) è stato uno stilista britannico naturalizzato statunitense.

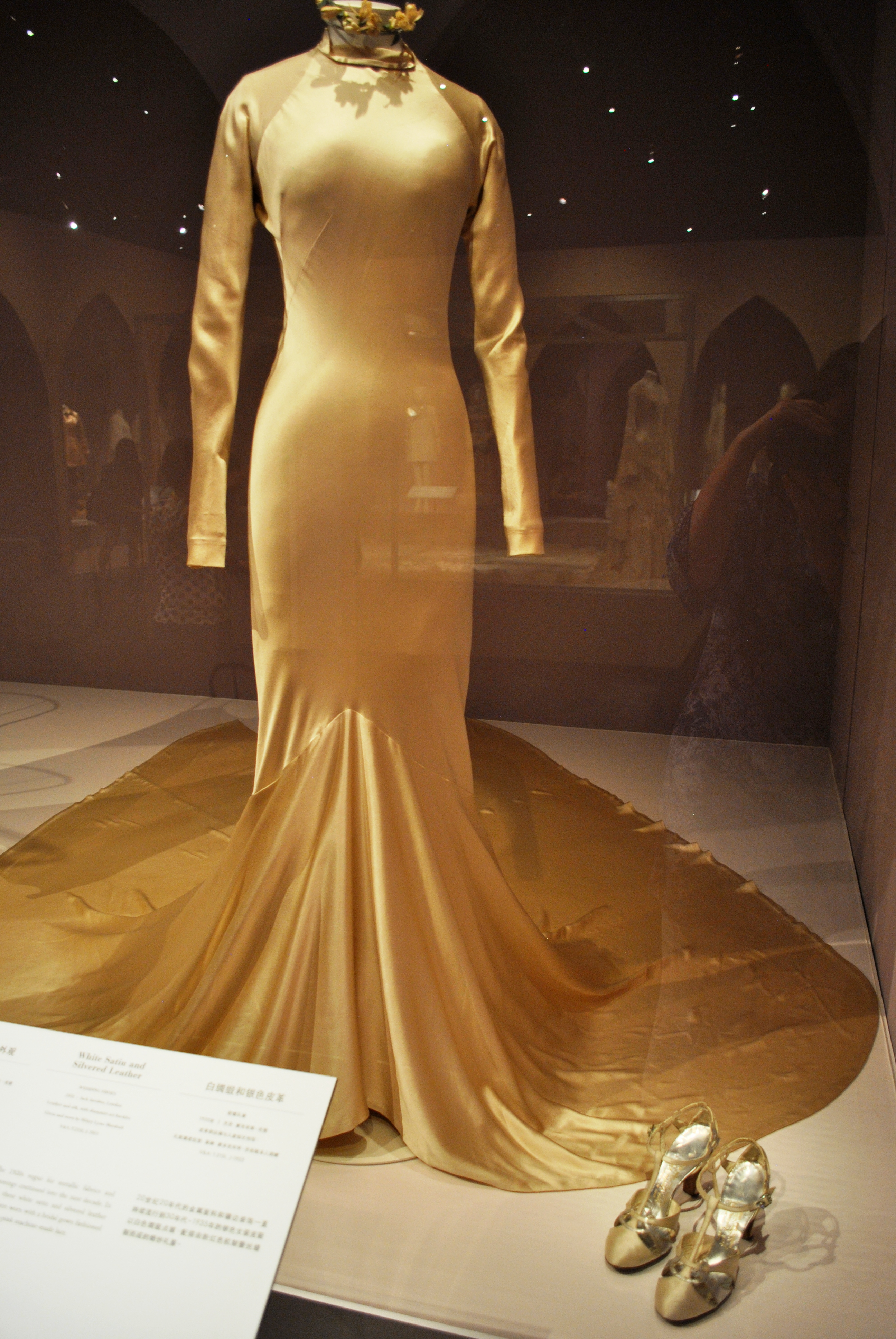
Abito matrimoniale del 1934, Victoria & Albert Museum, Londra

È noto per i suoi abiti da ballo e l'estetica altamente strutturata. James è stato uno degli stilisti più influenti del XX secolo e continua a influenzare le nuove generazioni di designer.

## Biografia
Il padre di James, Ralph Ernest Haweis James, era un ufficiale dell'esercito britannico e istruttore presso la Reale accademia militare di Sandhurst. Sua madre, Louise Enders Brega, proveniva da una ricca famiglia di Chicago. Nel 1919 frequentò la Harrow School dove incontrò Evelyn Waugh, Francis Cyril Rose e Cecil Beaton, con i quali strinse una lunga amicizia. Fu espulso da Harrow per una "scappatella sessuale".
Successivamente, studiò brevemente musica all'Università di Bordeaux in Francia prima di andare a lavorare a Chicago. Il magnate dei servizi pubblici Samuel Insull, un amico di famiglia, gli trovò un posto nel dipartimento di progettazione architettonica dove acquisì le abilità matematiche che in seguito gli permisero di creare i suoi abiti.
All'età di diciannove anni, aprì il suo primo negozio di modista a Chicago, usando il nome di "Charles Boucheron", poiché suo padre gli proibì di usare quello di James.

### Da Charles Boucheron a Charles James
Nel 1928, James lasciò Chicago per Long Island con 70 centesimi, una Pierce-Arrow e una serie di cappelli come suoi unici beni. In seguito aprì un negozio di modisteria sopra un garage a Murray Hill, Queens, New York, iniziando a creare i suoi primi modelli di abiti. All'epoca si presentava come un "architetto strutturale sartoriale". Nel 1930, aveva disegnato l'abito con cerniera a spirale e l'abito da taxi ("così facile da indossare che avrebbe potuto essere infilato sul sedile posteriore di un taxi").
Da New York si è trasferì a Londra, aprendo un negozio a Mayfair. Disegnò l'abito da sposa per Baba Beaton, la sorella di Cecil Beaton, per il suo matrimonio con Alec Hambro il 6 novembre 1934. James realizzò un'interpretazione moderna dell'abito da sposa bianco, con scollo rialzato e strascico diviso. Nel 1936 fondò la società Charles James (London) Ltd., utilizzando ufficialmente per la prima volta il proprio cognome.
James soggiornò anche a Parigi nei primi anni 1930, lavorando all'Hôtel Lancaster. Espose la sua prima collezione nella capitale francese nel 1937. Nello stesso anno, creò una giacca trapuntata di raso bianco unica nel suo genere, descritta da Salvador Dalí come "la prima scultura morbida" ora presente nelle collezioni del Victoria and Albert Museum. Questa giacca è stata considerata il punto di partenza per "giacche a vento e persino giacche di pelliccia". Negli anni 1930, inventò anche la cintura pavloviana che si espande dopo un pasto.
Nel frattempo, concesse in licenza i suoi modelli di moda ai grandi magazzini statunitensi come Lord & Taylor e Bergdorf Goodman.

### Carriera a New York
James si trasferì definitivamente a New York nel 1939 dove fondò la Charles James, Inc. Alla fine della seconda guerra mondiale disegnò una linea di abbigliamento per Elizabeth Arden.
Nel 1947 portò una collezione a Parigi. L'anno successivo, Millicent Rogers organizzò una mostra degli abiti da lui realizzati al Brooklyn Museum, intitolata "A Decade of Design for Mrs Millicent H. Rogers by Charles James". Sempre nel 1948, Cecil Beaton fotografò otto delle creazioni di James per Vogue.
All'inizio degli anni 1950, James trascorreva la maggior parte del suo tempo a New York nel suo laboratorio di Madison Avenue. Vinse due Coty Award, nel 1950 e nel 1954, e un Neiman Marcus Award nel 1953. Quell'anno ideò l'abito da ballo "Four-Leaf Clover" o "Abstract" per la giornalista Austine Hearst. Era l'abito che James considerava la sua migliore creazione. Questo vestito pesava non meno di cinque chilogrammi e doveva essere sostenuto da una struttura rigida.
James è noto per i suoi abiti da ballo scolpiti realizzati con tessuti sontuosi e per esigenti standard di sartoria, ma è anche ricordato per le sue mantelle e cappotti, spesso rifiniti con pelliccia e ricami.
Arnold Scaasi lavorò per James per due anni. Si occupò in particolare della linea prêt-à-porter. Quando lasciò, James abbandonò la linea e tornò a concedere in licenza progetti speciali ai grandi magazzini statunitensi, che li avrebbero prodotti e distribuiti.
Progettò gli interni e diversi mobili per la casa di John e Dominique de Menil a Houston.
James si ritirò nel 1958.

## Vita privata
Nel 1954, James sposò Nancy Lee Gregory del Kansas, 20 anni più giovane di lui. Ebbero un figlio e una figlia. Dopo la nascita del figlio, James produsse una collezione per bambini. Il matrimonio si sciolse nel 1961.
Nel 1964 si trasferì al Chelsea Hotel dove aveva tre stanze al sesto piano per il suo spazio di lavoro, ufficio e appartamento. James morì nel 1978 di polmonite.

## Eredità

### Influenza sugli stilisti
Secondo Harold Koda, ex curatore capo presso The Costume Institute, James "ha trasformato il design della moda". James ispirò molti designer, tra cui Christian Dior, che disse di lui "il più grande talento della mia generazione". Dior attribuì a James l'ispirazione per The New Look. Ha anche ispirato lo stilista filippino Ito Curata.

### Mostre museali
Il Brooklyn Museum ha presentato "The Genius of Charles James" dall'ottobre 1982 al gennaio 1983.
Il Chicago History Museum ha esposto "Charles James: Genius Deconstructed" tra ottobre 2011 e aprile 2012.
Nel 2014, l'opera di James è stata oggetto della mostra di apertura dell'Anna Wintour Costume Center al Metropolitan Museum of Art dal titolo "Charles James: Beyond Fashion". In un'anteprima della mostra, Elettra Wiedemann ha modellato una replica del vestito da ballo "Four-Leaf Clover".
Nel luglio 2014, l'amico di lunga data R. Couri Hay ha condiviso gli schizzi di James, insieme a storie e aneddoti sul defunto designer con il New York Magazine.

### James senza Charles James
Nel maggio 2014, in concomitanza con la retrospettiva di James al Metropolitan Museum, The Weinstein Company (TWC) ha annunciato di aver firmato un accordo di licenza con gli eredi di James, Charles Jr. e Louise James, per produrre nuove collezioni e contribuire così al rilancio del marchio. Seguirono due anni di battaglia legale tra gli eredi e la società Luvanis, che aveva già registrato il marchio in una serie di giurisdizioni in tutto il mondo.
All'epoca, si diceva che Zac Posen sarebbe stato il prossimo designer artistico del marchio.
Nel giugno 2016, la TWC si è ritirata e Luvanis ha successivamente collaborato con gli eredi di James per rilanciare il marchio Charles James. Nel settembre 2018 hanno rivelato una nuova identità visiva per Charles James, e messo in vendita tutti i diritti del marchio, che si erano consolidati negli anni precedenti.